# Przełaz (wzgórze)
Przełaz (słow. Prieves, 944 m) – wzgórze w Dolinie Zuberskiej w słowackich Tatrach Zachodnich. Znajduje się w północno-zachodniej odnodze dolnej części grzbietu Redykalnia i oddziela Dolinę Przybyską od doliny Stefkowskiego Potoku.
Przełaz jest zalesiony, ale jego stoki z trzech stron opadają do płaskiego i pokrytego rozległymi łąkami dna Doliny Zuberskiej. Względna wysokość Przełazu nad tymi terenami nie przekracza 80 m. Stoki południowe opadają do dużej Polany Pawkowej, północno-zachodnie i północno-wschodnie do trawiastych obszarów Zuberca. Jest tutaj m.in. ośrodek wypoczynkowy, korty tenisowe i osiedle domków letniskowych.
Przełaz znajduje się na obszarze TANAP-u, poza szlakami turystycznymi.